# Aizkraukle
Aizkraukle (niem. Asscrade, Ascheraden, do 1991 Stučka) – miasto na Łotwie, leżące nad rzeką Dźwiną w historycznej krainie Liwonia, centrum administracyjne novadsu Aizkraukle. Około 8962 mieszkańców.
Pierwsze wzmianki o Aizkraukle pochodzą z Kroniki Henryka Łotysza (Heinrici Cronicon Lyvoniae). 
Wielki książę litewski Trojden rozgromił w bitwie pod Aizkraukle (5 marca 1279) armię inflanckiej gałęzi zakonu krzyżackiego.
Prawa miejskie Aizkraukle otrzymało w 1967 roku, tuż po wybudowaniu elektrowni wodnej.
W mieście jest stacja kolejowa Aizkraukle.

## Miasta partnerskie
•  Wschowa. 